# Escalier de Neptune
L'escalier de Neptune (en anglais : Neptune's Staircase, en gaélique écossais : Staidhre Neptune) est le nom donné aux huit écluses en escalier situées dans le village écossais de Banavie (en), à l'entrée du canal calédonien. D'une longueur totale de 457 m, elles sont les plus longues du Royaume-Uni et élèvent les bateaux à 19,5 m au-dessus du niveau de la mer en 90 minutes environ.

## Historique
L'escalier de Neptune a été conçu par l'ingénieur Thomas Telford dans le cadre de la construction du canal calédonien, et construit entre 1807 et 1811. Cette réalisation, à la pointe de la technique de l'époque, est restée inégalée jusqu'à la construction du canal de Panama en 1914. Son nom lui a été donné par les ouvriers lors de sa construction en référence à Neptune, dieu de la mer chez les Romains.

## Description

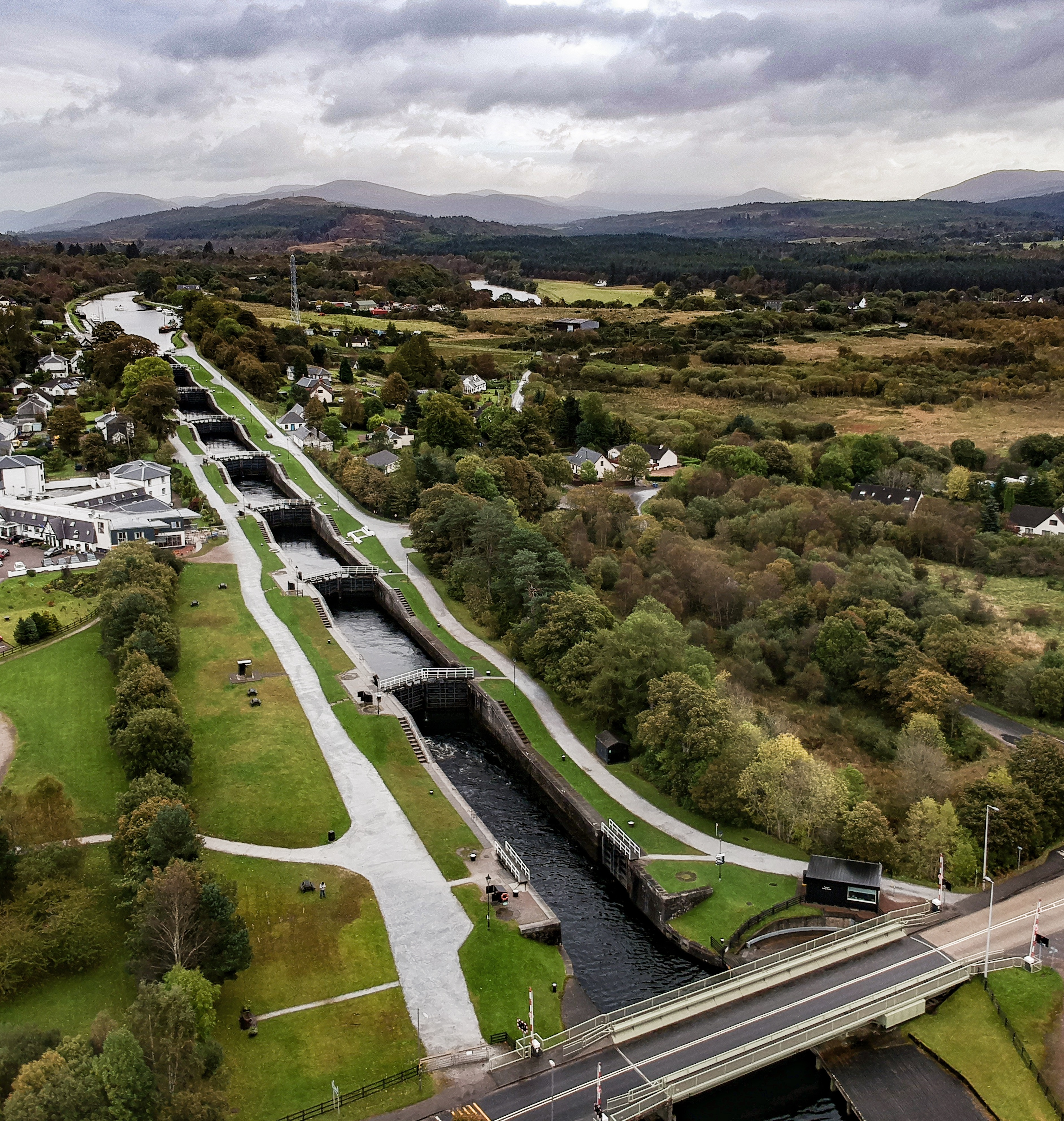
Vue aérienne de l'escalier de Neptune en 2017.

Les écluses permettent le passage de bateaux allant jusqu'à 45 m de long pour 9 de large. Les portes, initialement manœuvrées par douze hommes avec l'aide de cabestans, sont désormais équipées, depuis 1968, de vérins hydrauliques permettant à deux personnes de gérer toutes les écluses. Chacune pèse aujourd'hui 22 tonnes, les portes originelles en chêne renforcées d'acier ayant été remplacées par de nouvelles tout en métal en 1920 à la suite de plusieurs collisions.